# Kenta Hoshihara
Kenta Hoshihara (星原 健太 Hoshihara Kenta?, nacido el 1 de mayo de 1988 en Daitō, Osaka) es un futbolista japonés que se desempeña como defensa.

## Trayectoria

### Clubes
| Club                | País  | Año         |
| ------------------- | ----- | ----------- |
| Gamba Osaka         | Japón | 2007 - 2013 |
| Mito HollyHock      | Japón | 2012        |
| Giravanz Kitakyushu | Japón | 2014 - 2016 |
| Matsumoto Yamaga FC | Japón | 2017 -      |

## Estadística de carrera

### J. League
| Club                | Año   | J. League | J. League | Copa J. League | Copa J. League | Total | Total |
| Club                | Año   | Part.     | Goles     | Part.          | Goles          | Part. | Goles |
| ------------------- | ----- | --------- | --------- | -------------- | -------------- | ----- | ----- |
| Gamba Osaka         | 2007  | 0         | 0         | 0              | 0              | 0     | 0     |
| Gamba Osaka         | 2008  | 0         | 0         | 0              | 0              | 0     | 0     |
| Gamba Osaka         | 2009  | 0         | 0         | 0              | 0              | 0     | 0     |
| Gamba Osaka         | 2010  | 6         | 1         | 0              | 0              | 6     | 1     |
| Gamba Osaka         | 2011  | 0         | 0         | 1              | 0              | 1     | 0     |
| Gamba Osaka         | 2012  | 2         | 0         | 0              | 0              | 2     | 0     |
| Mito HollyHock      | 2012  | 11        | 1         | -              | -              | 11    | 1     |
| Gamba Osaka         | 2013  | 2         | 0         | -              | -              | 2     | 0     |
| Giravanz Kitakyushu | 2014  | 35        | 2         | -              | -              | 35    | 2     |
| Giravanz Kitakyushu | 2015  | 34        | 0         | -              | -              | 34    | 0     |
| Giravanz Kitakyushu | 2016  | 33        | 0         | -              | -              | 33    | 0     |
| Matsumoto Yamaga FC | 2017  | 1         | 0         | -              | -              | 1     | 0     |
| Total               | Total | 124       | 4         | 1              | 0              | 125   | 4     |